# Helyesírás
A nyelvészetben a helyesírás (latin eredetű szóva ortográfia) terminus a beszéd írásos lejegyzésének a szabályait képező rendszert nevezi meg, amely egy adott nyelv sztenderdjének része. Hozzá viszonyítva ítélik meg, hogy a nyelvhasználó helyesen vagy helytelenül ír-e. Szabályai a fonémák és a grafémák (írásjegyek vagy írásjegy-csoportok) egymásnak való megfelelésére, a kis- és a nagybetűk használatára (azokban az írásrendszerekben, amelyekben vannak ilyenek), az elválasztásra, az összetett szavak megkülönböztetésére a velük egyformán hangzó szócsoportoktól, az írásjelek használatára stb. vonatkoznak.
A helyesírás, mint a sztenderd nyelvváltozat általában, tudatos emberi alkotás. Előbb többféle írástudók, majd nyelvészek dolgozták ki nemcsak nyelvészeti, hanem társadalmi és kulturális alkotásként, és szabályzatokban, szótárakban, tankönyvekben és egyéb munkákban rögzítették. A nyelvközösség azon természetes igényének felel meg, hogy közös viszonyítási alapja legyen nyelve írásának. A nyelv valóságára alapszik, de ugyanakkor többféle nyelven kívüli, kulturális, vallási, politikai, történelmi tényezőkre is. Arra törekszik, hogy a lehető legegységesebb szabályokat alkosson, de nem teheti egyetlen elv alapján, hanem arra kényszerül, hogy több elvet alkalmazzon, amelyek ellentmondanak egymásnak. Ezért a szabályai nem felelnek meg teljesen a valóságosan beszélt nyelvnek, hanem konvencionálisak. Ugyanakkor, mivel a nyelv folyton változik, a helyesírás elmarad tőle. Ez különösen nyilvánvaló a hosszú kulturális hagyománnyal rendelkező nyelvek esetében, mint amilyenek az angol, a francia, a német, a görög, az ír vagy a tibeti. Egyes nyelvészek szerint jellegzetességei miatt a helyesírás nem tekinthető tudományosnak, mivel nem azzal foglalkozik, ami van, mint a tudomány, hanem azzal, aminek alkotói szerint lennie kéne.

## A helyesírás elvei és funkciói
Minden nyelv helyesírása több elven alapszik és több funkciót tölt be. Ilyenek a fonéma-graféma megfelelés elve (más néven a szóelemzés elve, fonológiai elv), a morfémaőrzés elve (morfológiai elv), a hagyományőrzés elve (történeti elv, etimológiai elv), az egyszerűsítés elve, a lexikai-nyelvtani és a mondattani funkció, a homonima-megkülönböztető funkció, a szimbolikus funkció stb. Hogy az elvek közül melyik vagy melyek a legfontosabb(ak) és milyen mértékben nyilvánul(nak) meg, az nyelvtől függő.

### A fonéma-graféma megfelelés elve
Ezen elv szerint mindegyik fonémának egyetlen graféma kéne, hogy megfelejen, és mindegyik grafémának egyetlen fonéma. Egy graféma állhat egy írásjegyből (pl. z) vagy írásjegyek csoportjából (pl. zs, dzs). Megjegyzendő, hogy pontosabban nem hangjelölő betűírásról van szó, hanem fonémajelölő grafémaírásról. Például a magyar nyelvben a dönt és a döng szavakban az n betű (⟨n⟩ graféma) két különböző beszédhangot ír le, az [n]-t az előbbiben, az [ŋ]-t az utóbbiban, de ezek nem külön fonémák, hanem az /n/ fonéma megvalósulásai (allofónjai). Ez más nyelvek helyesírására is érvényes. Ugyancsak az /n/ – ⟨n⟩ megfelelésre példa a közép-délszláv diarendszer nyelveiben (bosnyák, horvát, montenegrói, szerb, rövidítve BHMSz) az Ana [ana] és Anka [aŋka] személyneveké.
Ez az elv van túlsúlyban a belarusz nyelvben, a BHMSz-ben, a magyarban, a finnben, a csehben, a törökben, a románban, az olaszban stb., de nem egyforma mértékben. A legkövetkezetesebb követői között van a BHMSz, a finn és a török, az ezeknél kevésbé következesekhez tartozik például a magyar.
A fonéma-graféma megfelelés elvét olykor egyéb elvek hátrányára alkalmazzák, amelyeknek korlátozottabb súlya van ezekben a nyelvekben, főleg a morfémaőrzés hátrányára. Például a BHMSz-ben rendszeresen tükrözi az írás a mássalhangzó-hasonulásokat a szó morfémái között: (szerbül) težak (hímnem) → teška (nőnem) ’nehéz’, bez kuće ’ház nélkül’ → beskućnik ’hajléktalan’ (főnév). Így a morfémák alakja megváltozik.
A magyarban is megvan ez a jelenség, de ritkábban, mint a BHMSz-ben, például a felszólító mód j jelének a hozzáadásakor egyes tővégi mássalhangzók esetében, pl. kér → kérj (hasonulás nélkül) vs. keres → keress ( a j hasonulása az s-hez).
Az orosz nyelvben is alkalmazzák ezt az elvet a morfémaörzés hátrányára prefixumok kozzáadásakor, ugyancsak a hasonulás irásbeli tükrözése útján, pl. бесполезный (beszpoleznij) ’hasztalan’ vs. безболезненный (bezboleznyennij) ’fájdalommentes’.

### A morfémaörzés elve
Ennek az elvnek az értelmében az írásnak hűen kellene tükröznie a szó belső szerkezetét.
A BHMSz-ben ennek az elvnek az alkalmazása kivételes, például amikor elöljárószó és a következő szó határán az írás nem tükrözi az előbbi vég-mássalhangzója és az utóbbi kezdeti mássalhangzója közötti hasonulást: (horvátul) kod kuće [kotkut͡ɕe] (az ’otthon’ határozószó megfelelője), s bratom [zbratom] ’a fivérrel’.
A magyar több engedményt tesz a morfémaörzés elvének, mint a BHMSz. Többek között a személyragok hozzáadásakor kijelentő mód jelen időben alkalmazzott, pl. dob → dobsz [dops].
Az orosz nyelvben is, például a дуб (dub) ’tölgy’ szót б (b)-vel írják ellentétben a szó kiejtésével, amely [dup], a /b/ zöngétlen párjával, de magánhangzóval kezdődő toldalékkal az írás megfelel a kiejtésnek: дубы (dubi) ’tölgyek’.
A román nyelv is kevésbé következetes a fonéma-graféma megfelelést illetően a morfémaörzés javára. Például ch [k] és gh [g] után ea-nak írják az [e̯a] kettőshangzót, ha e [e]-vel váltakozik toldalékoláskor (pl. cheag ’alvadék’ → închega ’megalvasztani’, gheată ’(egész)cipő’ → ghete ’(egész)cipők’, ghetuță ’(egész)cipőcske’, de ia-nak, ha nincs váltakozás, pl. chiar ’éppen’, ghiaur ’gyaur’.
A francia helyesírásnak, bár főleg hagyományörző, mégis van morfémaörző funkciója is, többek között biztosítva a szó egységét különböző alakjaiban azzal, hogy megtart betűket olyan alakokban, amelyekben már nem felelnek meg beszédhangoknak, pl. prend [pʁɑ̃] ’vesz’ ~ prendre [pʁɑ̃dʁ] ’venni’, petit [pəti] (hímnem) ~ petite [pətit] (nőnem) ’kicsi’.

### A lexikai-grammatikai és a mondattani funkció
Egyes szerzők az egybe- és különírás szabályozásában látják a helyesírás ezen funkcióját. Elvileg lexikai-grammatikai és jelentésbeli státuszok közötti különbség jelzéséről van szó. Bidu-Vrănceanu 1997 mondattani elvnek nevezi, és román példaként a nici o dată ’sem egyszer’ (a nici o dată, nici de mai multe ori ’sem egyszer, sem többször’ szekvenciában) vs. nicio dată ’egyszer sem’ vs. niciodată ’soha’ szócsoportokat és összetett szót adja meg.
Jarceva 1990 megkülönböztet lexikai-mondattani elvet és lexikai-alaktani elvet. Példája az előbbi alkalmazására назад и вперёд смотрящий (nazad i vperjod szmotrjascsij) ’hátra és előre néző’ vs. вперёдсмотрящий (vperjodszmotrjascsij) ’előrelátó’, az utóbbira pedig с начала года (sz nacsala goda) ’az év eleje óta’ vs. сначала ’először’.
Nádasdy 2006 a morfémaörzés keretében kezeli az egybe- és különírás kérdését, megemlítve, hogy az összetett szó jelentése más vagy több, mint a szókapcsolaté, az utóbbi jelentése pedig az alkotóelemek összessége, pl. zöld hullám ’zöld színű vízmozgás’ vs. zöldhullám ’szabad jelzőlámpák sora’.
A mondattani elv bemutatására Dubois 2002 azt a francia esetet hozza fel, amikor az összetett igealak előtt álló tárgy jelenlétét az tükrözi majdnem mindig csak írásban, hogy nemben és számban egyezik vele az igealak lekszikai jelentésű melléknévi igenévi része, pl. Les fleurs que j’ai cueillies ’Azok a virágok, amelyeket szedtem’.

### Az egyszerűsítés elve
Ennek az elvnek az értelmében el kellene hagyni azokat az írásjegyeket, amelyek egyik vagy másik okból hasztalanok. Például a magyar helyesírás szerint kihagyandó az y írásjegy a ⟨ny⟩ grafémából ty és gy előtt, mert úgyis nyilvánvaló a hangérték: konty, langyos. Ugyanazzal az indokkal a két írásjegyes grafémákkal jelzett hosszú mássalhangzókból is kihagyandó az első graféma második írásjegye: fröccsen, rossz.
A BHMSz-ben azért is hagynak el írásjegyet, mert már nem felel meg mássalhangzónak szó belsejében olyan morféma végén, amely ugyanazzal a mássalhangzóval kezdődő morfémával találkozik, pl. Rus ’orosz’ (főnév) + -ski → ruski ’orosz’ (melléknév). Ugyanez a helyzet, amikor az első morféma vég-mássalhangzója teljesen hasonul a következő morféma kezdeti mássalhangzójához: pet ’öt’ + deset ’tíz’ → pedeset ’tizenöt’.
Bár helyesírásában a hagyományörzés van túlsúlyban, egy olyan nyelvben is, mint az angol elhagynak olykor hangnak nem megfelelő írásjegyeket, pl. judge ’bíró’ vs. judgment ’bírálat’.

### A hagyományörzés elve
Ez az elv társadalmi-kulturális tényezőkön alapszik. A kiejtés változik az idők során, de a helyesírás kitart amellett, ahogyan régebben ejtették ki a írásjeleknek megfelelő hangokat, annak az óhajnak alapján, hogy a helyesírás maradjon minél állandóbb. Ezért hiúsultak meg például a francia helyesírás esetében a 19. és a 20. században tett reformkísérletek.
Olyan nyelvekben van túlsúlyban a többi elvvel szemben a hagyományörzés, amelyek írásbelisége viszonylag nagyon régi, nagy különbségeket idézve elő írás és kiejtés között, de a túlnyomóan fonéma-graféma megfelelés elvét követő helyesírásokban is előfordul alkalmazása. A magyarban ilyen az ⟨ly⟩ graféma fennmaradása az ugyancsak /j/-nek megfelelő ⟨j⟩ mellett (pl. folyó) és a kiejtésben lerövidült fonémák hosszúaknak megfelelő grafémákkal való írása: szálloda [száloda], fiú [fiu].
Orosz példa a /v/ fonéma írása г (g)-vel a hímnemű és semlegesnemű melléknevek egyes szám birtokos esetű alakjában, amelyben valamikor [g] volt a kiejtése, pl. доброго человека (dobrovo cseloveka) ’a jó ember (valamije)’.
Egyes nyelvészek etimológiainak nevezik ezt az elvet. A románban eszerint a kiejtésben a létige [je]-vel kezdődő alakjait és az ilyen személyes névmásokat szó eleji e-vel írják, pl. ești ’vagy’, eu ’én’. Ugyancsak az etimológiai elvhez tartozik Bidu-Vrănceanu 1997 szerint a viszonylag nem régen a nyelvbe került idegen szavak írása idegen írásjegyekkel, pl. (románul) quasar ’kvazár’.
Az utóbbihoz hasonló eseteket Nádasdy 2006 az idegenességhez sorolja, amely a magyar helyesírásban is megvan, pl. email [ímél].
Egyes szerzők megkülönböztetnek történeti elvet vagy funkciót, és etimológiai elvet vagy funkciót.
Az előbbi teszi azt, hogy a franciában több graféma maradt fenn a latin alapnyelvből egyazon fonéma megfelelőjeként, pl. ⟨qu⟩ és ⟨c⟩ – /k/ (pl. quand ’mikor’, courir ’futni’); ⟨s⟩ és ⟨c⟩ – /s/ (pl. sévère ’szigorú’, céder ’engedni, feladni’). Egyéb írásmódok az ófranciából maradtak fenn, amelyben például voltak olyan kettőshangzók, mint az ai-nak vagy az au-nak írott, és amelyekből később [e] vagy [ɛ], illetve [o] lett, de az írásmódjuk megmaradt.
A mai angol helyesírás nagyjából a kései középangol nyelv időszakának (15. század vége) hangkészletét tükrözi. Például az [ou̯] kettőshangzót ou-nak írták, de különböző módon fejlődött tovább különböző fonetikai kontextusokban, miközben az ou betűcsoport megmaradt bennük: : through [θruː] ’át, keresztül’; thousand [ˈθaʊznd] ’ezer’; thought [θɔːt] ’gondolat’; though [ðəʊ] ’bár’ (kötőszó); tough [tʌf] ’nehéz, körülményes’; cough [kɒf] ’köhögés’; could [kʊd] ’tudott, bírt’.
Etimológiai elven vagy funkción azt értik ezek a szerzők, hogy régebben írástudók többlet-írásjegyeket iktattak be egyes szavak addigi fejlődését tükrözó alakjába csak azért, hogy etimológiájukat tükrözzék. Így jelentek meg a franciában nem kiejtett irásjegyek a latinból örökölt szavakban, mint h az homme ’ember’ szóban, amit addig ome-nak írtak, vagy p, a corps (← cors) ’test’, compter (← conter) ’számolni’ szavakban. A középkorban a latinból átvett egyes szavak írása előbb ingadozó volt, pl. philosophia > filosofie vagy philosophie, majd az etimológiai elv szerinti lett általános.
Az angolban hasonló változtatások történtek a 19. században, pl. a dette ’adósság’ francia jövevényszó alakja helyett debt azért, hogy a latin debitum-ra emlékeztessen, vagy a receit ’recept’ (< ófrancia receite < latin recepta) helyett receipt.

### A homonima-megkülönböztetés elve
Ezen elv értelmében az egyformán hangzó, de különböző jelentésű szavakat (homofón homonimákat) különféleképpen kellene írni, összetévesztésüket elkerülendő. Ezt főleg a fentebb történetinek nevezett elvet követő helyesírásokban alkalmazzák. Az illető nyelvekben különböző alapszavakból származó szavak fejlődésük következtében homofón homonimák lettek, és szükségét érezték annak, hogy legalább írásban különböztessék meg őket. Például a franciában van eset hat homofón homonimára, ha nem számítjuk hozzájuk egyes nyelvtani kategóriákat kifejező alakjaikat is. Ezek mind [sɛ̃]-nek hangzanak, de különbözően írják őket alapszavaik írása nyomán: ceint ’övet viselő’, cinq ’öt’, sain ’egészséges’, saint ’szent’, sein ’emlő’, seing ’aláírás’.
Így különböztettek meg egyes többjelentésűekké vált egyazon alapszóból származó homonimákat is, pl. (franciául) dessin ’rajz’ és dessein ’terv, cél’, mindkettő kiejtése [desɛ̃], vö. (olaszul) disegno.
An angolban hasonló példa latin plānus > plane ’sík felület’ és plain ’nyilvánvaló, egyszerű’, kiejtésük [pleɪn].

### A szimbolikus elv
Ezt az elvet említi meg Bidu-Vrănceanu 1997 arra vonatkozóan, hogy a helyesírás kis kezdőbetűs vs. nagy kezdőbetűs írással különbözteti meg a köznévként vagy melléknévként is, és tulajdonnévként is használt szavakat, vagy a kontextustól függően szokásos értékükkel vagy különleges értékkel használt szavakat, pl. (románul) poartă ’kapu’ vs. Poarta (otomană) ’a (török) porta’.
Egyéb nyelvekben, amelyek ábécéjében szintén vannak kis- és nagybetűk, ilyen példák:
- (magyarul) föld vs. Föld (a bolygó);[17]
- (franciául) français ’francia’ (melléknév) és ’francia nyelv’ (főnév) vs. Français ’francia, franciák’ (népnév);[18]
- (angolul) river ’folyó’ vs. the River Aire ’az Aire folyó’;[19]
- (montenegróiul) stari ’öreg’ vs. Stari kontinent ’az öreg kontinens’ (Európa).[20]

### Tiszteletet kifejező nagy kezdőbetű
A francia helyesírás nagy kezdőbetűt ír elő köznevek és rájuk vonatkozó névmások esetében tiszteletet kifejezendő, amikor személyek címeként és megszólításban használtak, pl. Cher Monsieur, ’Tisztelt Uram!’; Docteur, ’Doktor Úr!’; Sa Majesté ’Őfelsége’.
Más helyesírásokban is van ilyen szabály, pl. (magyarul) Mélyen tisztelt Asszonyom és Uram! Az AkH példát ad valakinek fontos személyre vonatkozó nagy kezdőbetűs névmás fakultatív használatára is: Szeretnék mindig Veled lenni.
Egyéb nyelvekben:
- (angolul) Uncle William ’William bácsi’ (nagybácsi);[19]
- (horvátul) Obraćam Vam se radi nekih podataka koje mi samo Vi možete dati ’Önhöz fordulok olyan adatok megszerzése érdekében, amelyeket csak Ön tud közölni velem’;[23]
- (románul) Domnule Director, ’Igazgató Úr!; Excelența Voastră, ’Excellenciás Uram!’;[24]

## Írásjelek
Mindegyik helyesírás felsorolja a használandó írásjeleket és megadja használatuk szabályait. Egyes használati módok hasonlóak különböző nyelvekben, mások nem.
Például általában a kérdő mondat végére kérdőjelet, a felkiáltó mondatéra pedig felkiáltójelet tesznek, de a spanyol nyelvben mondat elejére vagy mondat belsejében a tulajdonképpeni megfelelő rész elé is teszik őket függőleges irányban megfordítva (nyitó kérdőjel és felkiáltójel): ¿Cuándo llegaste? ’Mikor érkeztetek meg?’, Y María ¿dónde está? ’És María hol van?’, ¡No me fastidies! ’Ne untass!’
Egy másik példa a szóköz használatáé a többi írásjelhez viszonyítva, a gépelt és nyomtatott írásokban. Például a franciában szóközt hagynak a kettőspont, a pontosvessző, a záró idézőjel, a kérdő- és a felkiáltójel előtt, valamint a nyitó idézőjel után, de a magyarban nem.